# Beuvry-la-Forêt
Beuvry-la-Forêt is een gemeente in het Franse Noorderdepartement (Frans: département du Nord). De gemeente telde 2.852 inwoners op 1 januari 2022.

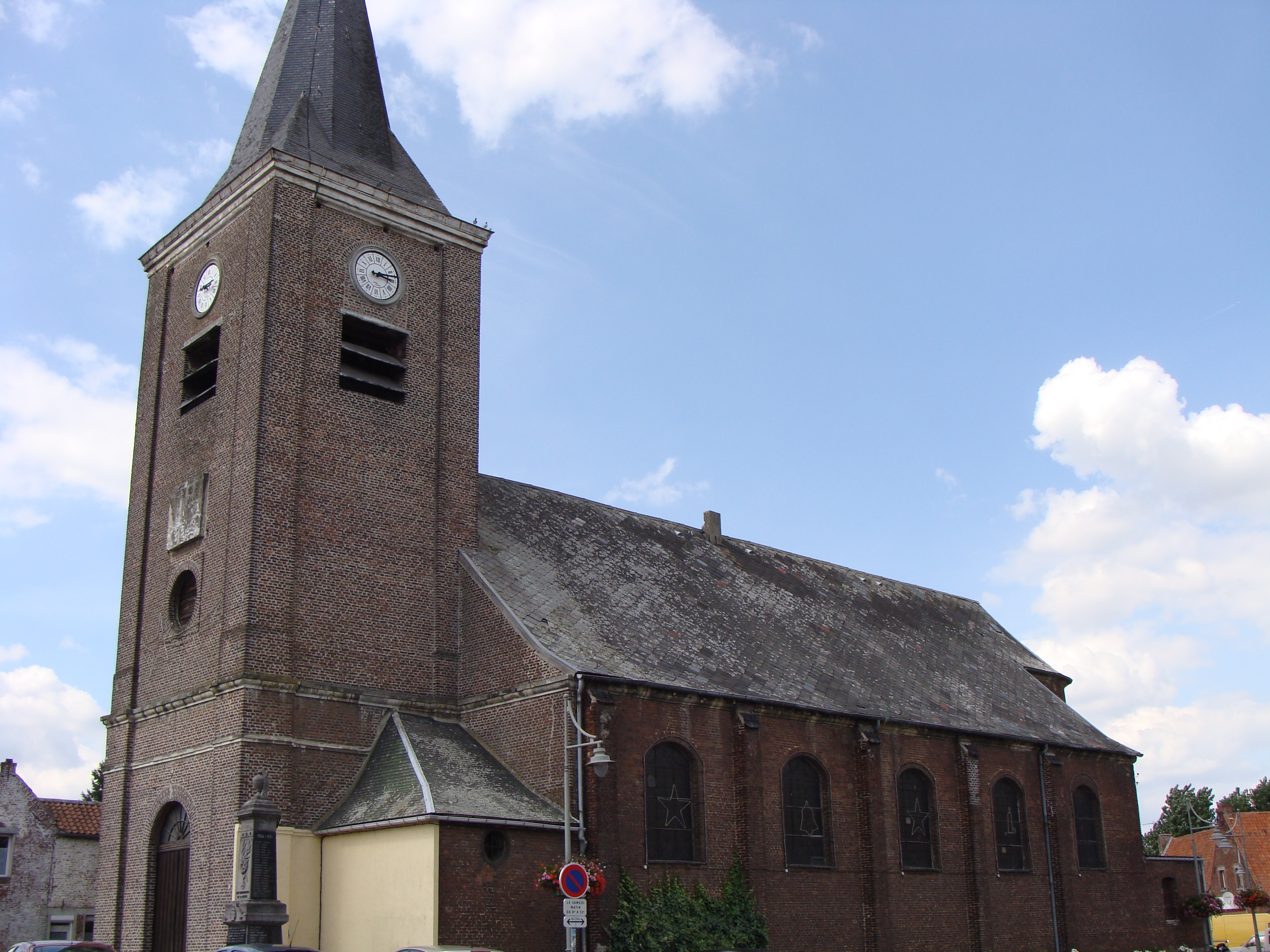
Église Saint-Martin

## Geschiedenis
De gemeente heette vroeger kortweg Beuvry. In 1933 werd de naam Beuvry-Nord, ter onderscheid met Beuvry in Pas-de-Calais, en in 1969 werd de naam uiteindelijk Beuvry-la-Forêt.

## Bezienswaardigheden
- De Sint-Martinuskerk (Église Saint-Martin) is een classicistisch kerkgebouw van 1787. Tijdens de Eerste Wereldoorlog werd hij door een bom geraakt en in 1927 vond herstel plaats. In 2013-2017 werd de kerk gerestaureerd.
- De pastorie van 1775, waarin zich vroeger ook een hospitaaltje bevond.

## Natuur en landschap
De Courant de l'Hôpital loopt door deze plaats. De hoogte aan de kerk bedraagt 26 meter.

## Geografie
De oppervlakte van Beuvry-la-Forêt bedroeg op 1 januari 2022 12,52 vierkante kilometer; de bevolkingsdichtheid was toen 227,8 inwoners per km².

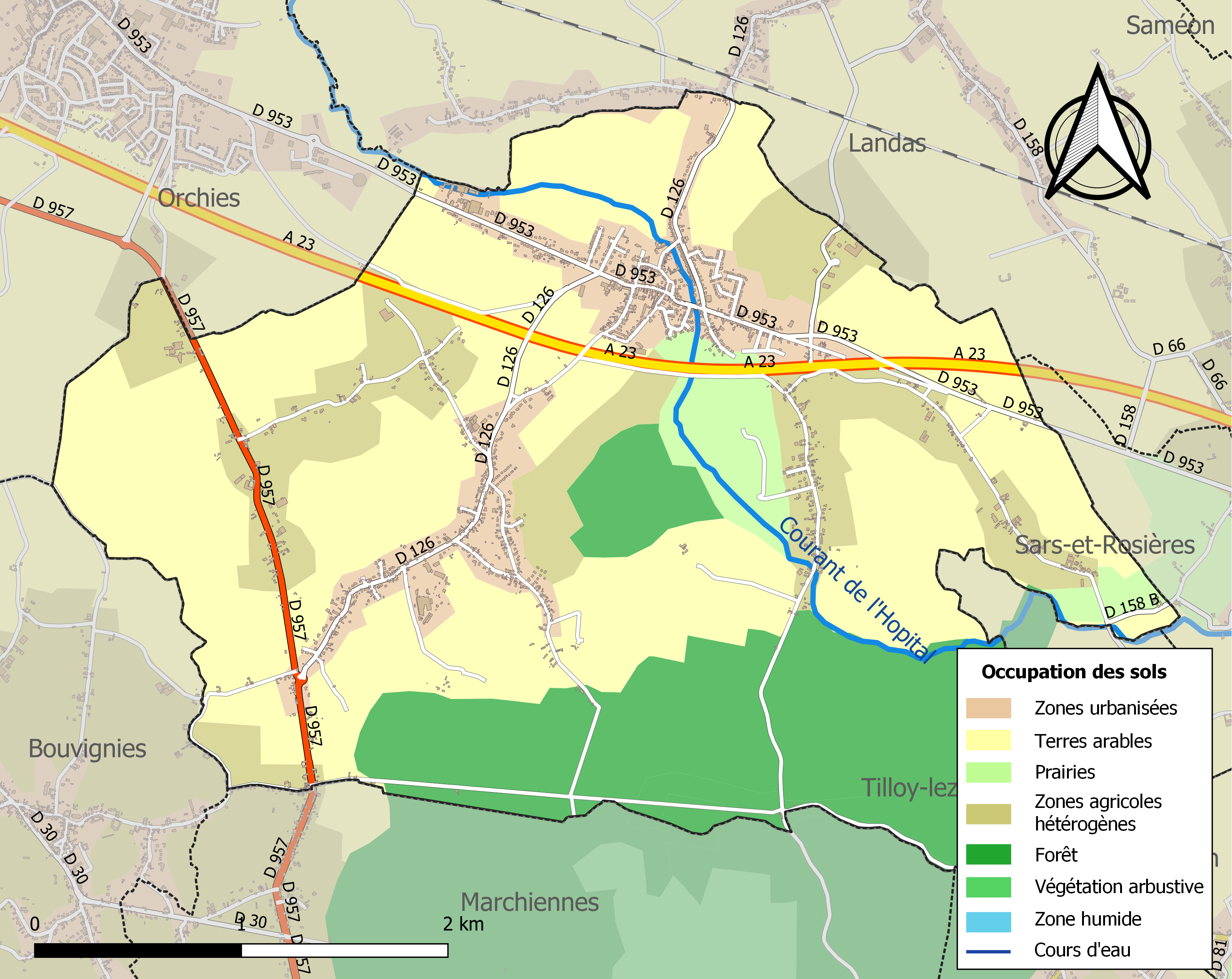
Kaart van de gemeente met belangrijkste infrastructuur, bodemgebruik en omliggende gemeenten

## Demografie
Onderstaande figuur toont het verloop van het inwonertal (bron: INSEE-tellingen).

## Verkeer en vervoer
In de gemeente bevond zich vroeger het station Beuvry-la-Forêt. Door Beuvry loopt de autosnelweg A23.

## Sport
In de gemeente ligt het eerste deel van de secteur pavé de Beuvry-la-Forêt à Orchies, een kasseistrook uit de wielerklassieker Parijs-Roubaix.

## Nabijgelegen kernen
Landas, Orchies, Bouvignies, Marchiennes, Sars-et-Rosières